# Journey to the Sunshine
《Journey to the Sunshine》是電視動畫《Love Live! Sunshine!!》的原聲音樂集，於2018年1月31日由Lantis發行。

## 概要
本專輯收錄了電視動畫《Love Live! Sunshine!!》第二季所使用的背景音樂與歌曲，CD初回限定版附贈封面圖片貼紙一枚。

## 收錄曲
音樂製作為加藤達也，作詞為畑亞貴。括號內中文翻譯僅供參考，並非官方翻譯。

### Disc1
1. （夢想飛行的紙飛機）
2. Hello New Season!
3. 【電視動畫第二季片頭曲（TV Size）】（未來的我們早已知曉）
  - 歌：Aqours
4. （感覺不到）
5. （讓我們一起創造奇蹟吧！）
6. （華麗！&名人!!）
7. Mari's Rock Demo
8. Let's enjoy together
9. （讀書的時間）
10. Raindrop Melody
11. 【第3集插入歌（TV Size）】（MY舞☆TONIGHT/MIRACLE WAVE）
  - 歌：Aqours
12. （激走！蜜柑園的雲霄飛車）
13. （想被稱作小黛雅）
14. （一起經營跳蚤市場！）
15. （真實的心思）
16. （現在是遊戲時間！）
17. （梨子與小香菇）
18. （偶然與命運）
19. CRASH MIND【第13集插入歌（短版）】
  - 歌：Saint Snow
20. （當時忘記的事物）
21. ONE FOR ALL
22. MIRACLE WAVE【第6集插入歌（TV Size）】
  - 歌：Aqours
23. （學校消失了）
24. （大家的願望）
25. （目標是閃閃發光）
26. （北國的天空）
27. （一起唱歌吧！）
28. DROPOUT!?【第8話插入歌（短版）】
  - 歌：Saint Snow

### Disc2
1. （孤獨的愛好者的聚會）
2. （給最重要的那個人）
3. Awaken the power【第9集插入歌（TV Size）】
  - 歌：Saint Aqours Snow
4. （即使不在身邊）
5. （隨著星空的願望）
6. （浦之星女學院閉校祭）
7. （腦內響起的墮天細語）
8. （勇氣在哪？在你的內心！）【第11集片尾曲】
  - 歌：私立浦之星女學院一同
9. （奇蹟的碎片）
10. ALL FOR ONE
11. Slumber Party
12. （宇宙第一的應援）
13. （思念合而為一吧）
  - Riko's Piano Sonata
14. （從0到1，從1繼續前進！）
15. WATER BLUE NEW WORLD【第12集插入歌（TV Size）】
  - 歌：Aqours
16. （謝謝，然後再見）
17. （我們的光芒在那裡）
18. WONDERFUL STORIES【第13集插入歌（TV Size）】
  - 歌：Aqours
19. （勇氣在哪？在你的內心！）【第1集片尾曲】
  - 歌：高海千歌（聲：伊波杏樹）、櫻內梨子（聲：逢田梨香子）、渡邊曜（聲：齊藤朱夏）
20. 【第2集片尾曲】
  - 歌：Aqours
21. 【第4集片尾曲】
  - 歌：黑澤黛雅（聲：小宮有紗）
22. 【第5集片尾曲】
  - 歌：櫻內梨子（聲：逢田梨香子）、津島善子（聲：小林愛香）
23. 【第8集片尾曲】
  - 歌：津島善子（聲：小林愛香）、國木田花丸（聲：高槻加奈子）、黑澤黛雅（聲：降幡愛）
24. 【第10集片尾曲】
  - 歌：松浦果南（聲：諏訪奈奈香）、黑澤黛雅（聲：小宮有紗）、小原鞠莉（聲：鈴木愛奈）